# Moacir Claudino Pinto
Moacyr Claudino Pinto da Silva (São Paulo, 1936. május 18. –), világbajnok brazil válogatott labdarúgó.
A brazil válogatott tagjaként részt vett az 1958-as világbajnokságon.

## Sikerei, díjai
Peñarol
- Uruguayi bajnok (1): 1962

Barcelona SC
- Ecuadori bajnok (1): 1966

Brazília
- Világbajnok (1): 1958

## Külső hivatkozások
- Moacir a national-football-teams.com honlapján